# Austrolestes minjerriba
Austrolestes minjerriba är en trollsländeart som beskrevs av Watson 1979. Austrolestes minjerriba ingår i släktet Austrolestes och familjen glansflicksländor. IUCN kategoriserar arten globalt som starkt hotad. Inga underarter finns listade i Catalogue of Life.